# Thökk

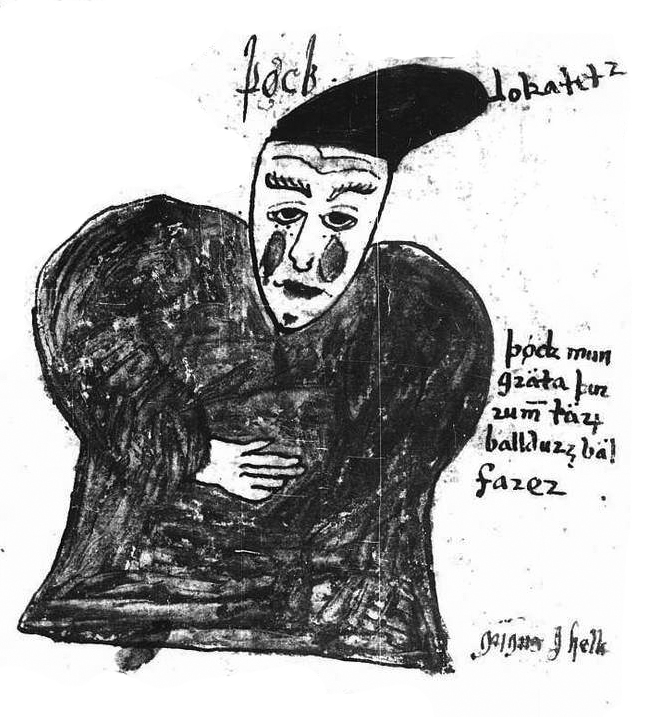
Thökk nach einer isländischen Zeichnung des 17. Jahrhunderts.

Thökk (altnordisch Þǫkk „Dank, Lohn, Freude“) ist in der nordischen Mythologie eine Riesin (gýgr), die die Rückkehr des Gottes Balder aus dem Totenreich der Hel verhindert.
Sie wird lediglich in Snorri Sturlusons Prosa-Edda erwähnt. Darin steht, dass der verstorbene Balder von Hel die Erlaubnis erhält, in die Welt der Lebenden zurückzukehren, falls alle Lebewesen seinen Tod beweinen. Doch die in einer Höhle sitzende Thökk verweigert ihre Tränen, weil sie weder vom lebenden noch vom toten Balder einen Nutzen hatte. Balder muss deswegen in der Unterwelt bleiben. Die Götter glauben, dass die Riesin niemand anderes als Loki in anderer Gestalt gewesen sei und zürnen ihm so sehr dafür, dass sie beschließen, ihn hart zu bestrafen, was letztendlich die Ragnarök einleitet.
Dass die Riesin sich „Freude“ nannte, erklärt sich Rudolf Simek dadurch, dass sie nichts zu beweinen hatte.